# Biber (Altmannstein)
Biber ist ein Ortsteil des Marktes Altmannstein im Landkreis Eichstätt.

## Lage
Das Straßendorf liegt im Landkreis Eichstätt auf circa 430 m Meereshöhe etwa einen halben Kilometer südlich von Mendorf an der dort nach Oberdolling führenden Staatsstraße 2231 und am östlichen Rande des Köschinger Forstes.

## Geschichte
Am Ostrand des Dorfes sind Spuren einer ehemaligen spätkeltischen Viereckschanze zu erkennen. Der Ort selber wurde im 13./14. Jahrhundert erstmals urkundlich erwähnt. Auf historischen Landkarten wird Biber als „Ziegelhütte Biber“ bezeichnet.
Der Ort zählt ca. 30 Einwohner und gehörte bis zur Gebietsreform in Bayern zur Gemeinde Mendorf im Landkreis Riedenburg. Am 1. Januar 1972 wurde die Gemeinde Mendorf aufgelöst und kam zum Markt Altmannstein.